# Tornhuset, Malmö
Tornhuset, eller Gamla hamnkontoret, är en byggnad i Malmö, som uppfördes 1908–10 som kontorshus för Malmö hamn. Det har från 1997 använts som förvaltningsbyggnad för Malmö högskola och sedan våren 2015 hyser det World Maritime University.
Tornhuset ritades av Harald Boklund i nationalromantisk stil och är försett med ett torn för övervakning av trafiken i hamnen och i Öresund. Den ligger vid nuvarande Bagers plats i Malmö centrum.
Huset har tillbyggts 2013–15 med en byggnad på 3 000 kvadratmeter i stark arkitektonisk kontrast, ritad av den australiensiska arkitektbyrån Terroir och Kim Utzon Arkitekter för Malmö stad. Tillbyggnaden har fem våningsplan över marken. I bottenvåningen finns en hörsal och ett atrium, högst upp två matsalar och ett kök, och på mellanvåningarna framför allt kontorsutrymmen. Bibliotek och klassrum finns i den tidigare hamnkontorsbyggnaden.

## Bilder

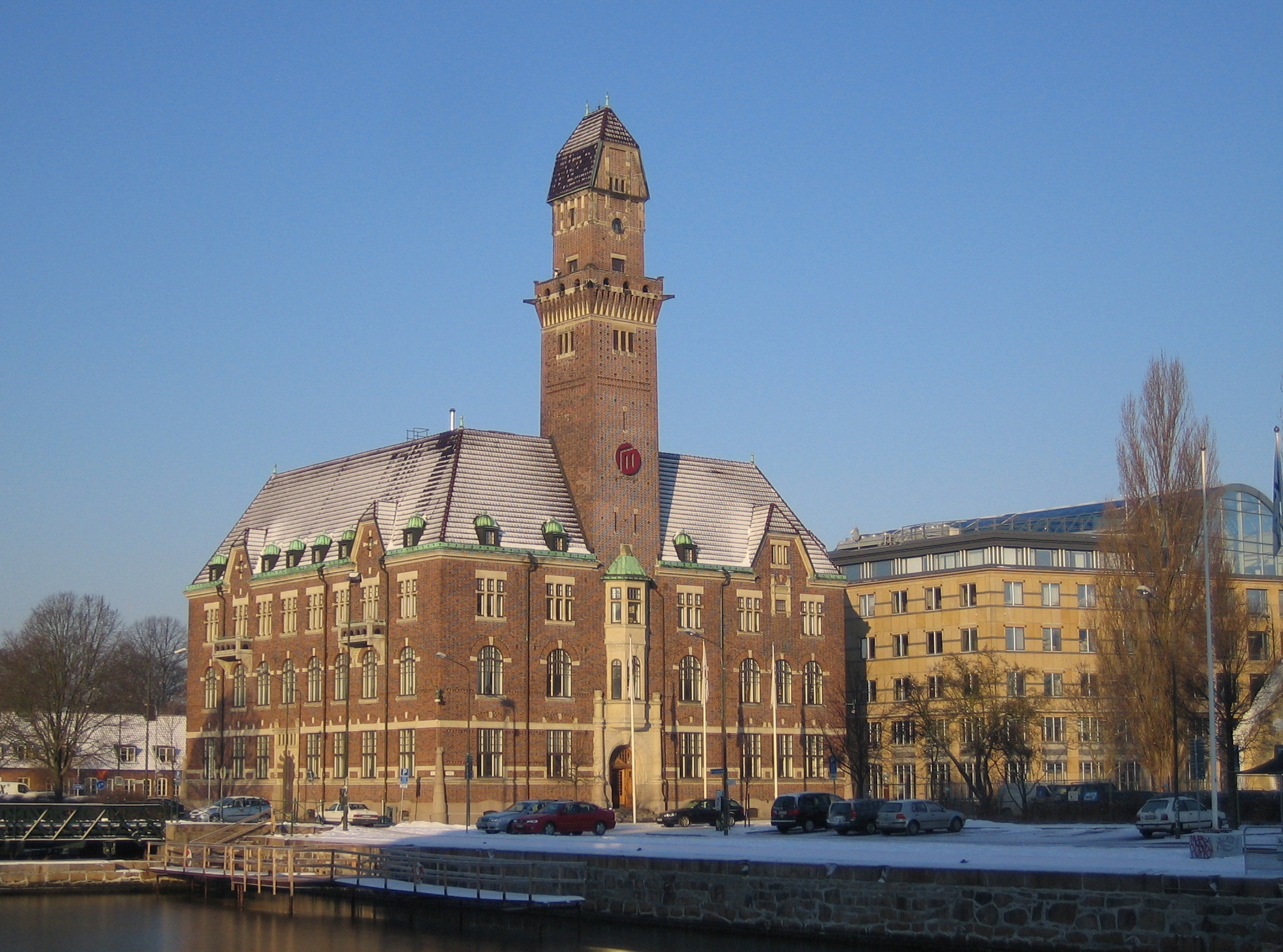
Tornhuset före tillbyggnaden 2013–15
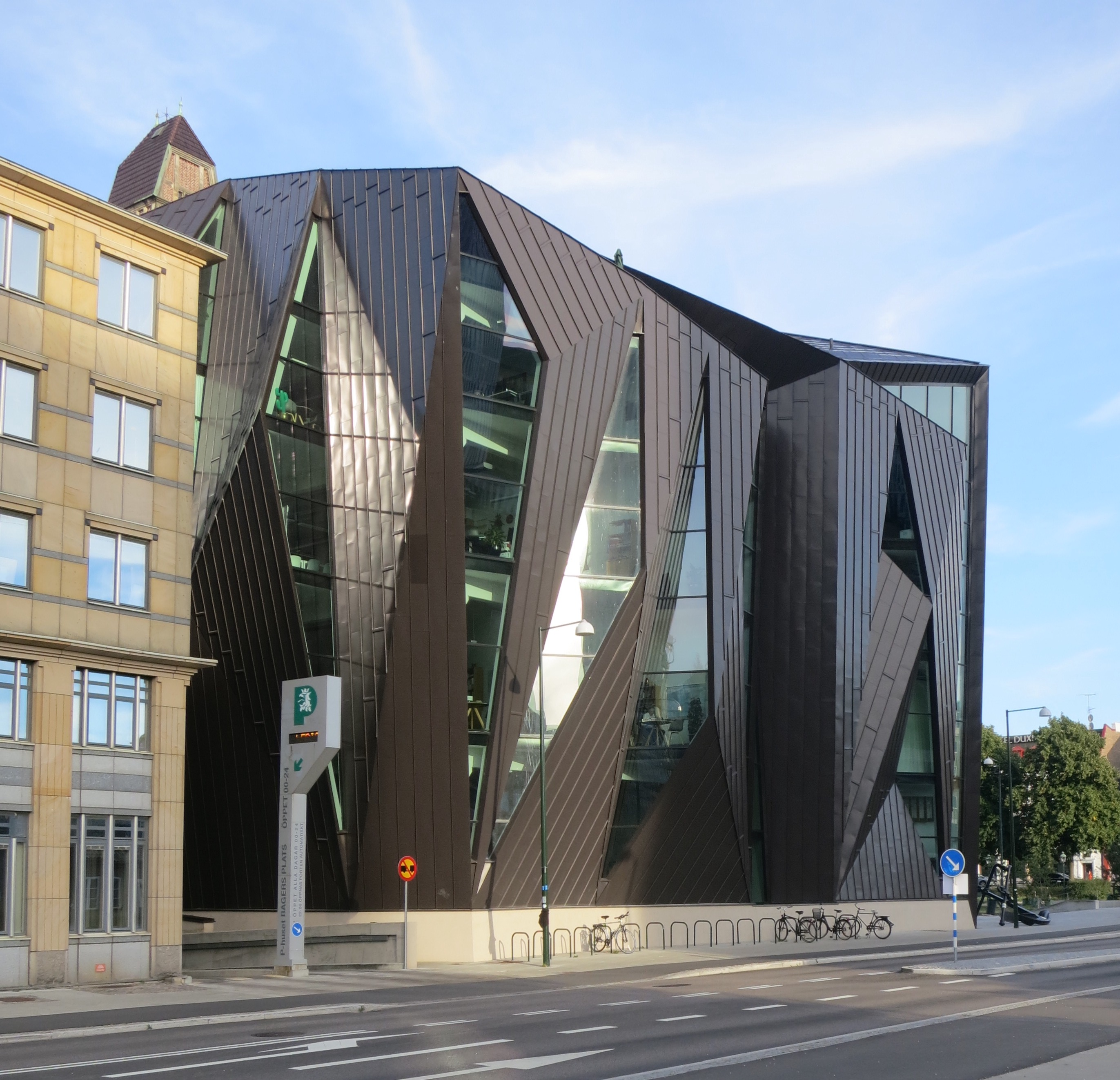
Tillbyggnaden 2016